# Karl Kossol
Karl Kossol (* 28. August 1909 in Münster; † 1992) war ein deutscher Politiker und NSDAP-Kreisleiter.

## Leben
Nach dem Besuch der Volksschule in Lübbecke und Münster besuchte Karl Kossol das Gymnasium in Münster und verließ dieses ohne Abschluss als Oberprimaner. Im April 1929 wurde er Angestellter bei der Landesversicherungsanstalt in Münster und danach bei der landwirtschaftlichen Berufsgenossenschaft.
Er war aktiv in der Sozialistischen Arbeiter-Jugend, im Großdeutschen Jugendbund sowie im Jungdeutschen Orden. Zum 1. Februar 1931 trat er der NSDAP bei der Ortsgruppe Münster bei (Mitgliedsnummer 455.706) und war hier 1944 Bereichsleiter. Ebenfalls im Jahre 1931 kam er in die SA.
Vom 1. Oktober 1932 bis Ende Mai 1933 war er NSDAP-Kreisleiter Münster-Land und wechselte danach als Kreisleiter nach Beckum. Am 19. Januar 1934 ging er als Kreisleiter nach Ahaus und blieb hier bis April 1934. Anschließend war Kossol bis Juni 1934 als Kreisleiter in Coesfeld tätig, bevor er nach Gelsenkirchen wechselte und hier bis zum 15. März 1938 Kreisleiter war. Er wurde Gauredner und -organisationsleiter und stand in der „Liste des Führers zur Wahl des Großdeutschen Reichstages am 10. April 1938“. Am 14. Januar 1939 zettelte er zusammen mit dem NSDAP-Kreisleiter Volkmar eine Schlägerei an, weswegen er vom Landgericht Hannover zu sechs Monaten Haft verurteilt wurde. Ein Parteigericht erkannte ihm die Befähigung zur Bekleidung eines Parteiamtes für die Dauer von fünf Monaten ab. Ebenso wurde er ohne Gehalt aus der Partei entlassen.
Kossol war als Westwallarbeiter in Zweibrücken dienstverpflichtet und bei Kriegsbeginn am 1. September 1939 zunächst bei einer Propagandakompanie, dann im Einsatzstab der NSV in Warschau. Vom Einsatzstab Warschau wechselte er zur Gauleitung des Warthegaus. Im Januar 1940 wurde er zum NSDAP-Kreisleiter in Wollstein ernannt und bereits nach einem Jahr wieder abgelöst. Am 6. Februar 1942 kam die Abordnung in die besetzten Ostgebiete als Angestellter des Gebietskommissars in Libau. Sie dauerte bis zum 18. Mai 1943. Auf eigenes Verlangen wurde Kossol zum Wehrdienst freigegeben und war seit dem 26. Juni 1943 Soldat. Er war in Russland eingesetzt und wurde ab dem 1. Dezember 1944 als Leutnant der Reserve an die Westfront versetzt.
Als Kompanieführer kam er am 23. März 1945 in amerikanische Gefangenschaft und wurde vom 31. März 1946 bis zum 12. April 1948 in Recklinghausen interniert. Das Spruchgericht Recklinghausen verurteilte ihn am 9. September 1948 zu einer Gefängnisstrafe von einem Jahr, die durch die Internierung verbüßt war. Im Entnazifizierungsverfahren stufte ihn der Hauptausschuss Münster am 5. April 1949 in die Kategorie III b 2 („Aktivist“) ein.
Kossol betätigte sich als Bauhilfsarbeiter beim Evangelischen Hilfswerk Espelkamp. Später war er in Gelsenkirchen Betriebsleiter (1955) und Handelsvertreter (1958). Nach seinem Umzug im Jahre 1959 nach Bielefeld-Sennestadt betätigte er sich hier als Handelsvertreter und Bezirksvertreter.
Kossol war verheiratet und hatte zwei Kinder.